# Punter

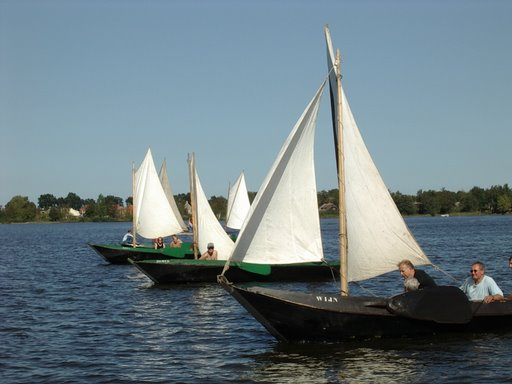
Puntervloot

Punter is de verzamelnaam van de diverse typen kleine open platbodems die zijn ontwikkeld in de rivieren, delta's en veengebieden van Nederland. Ze worden gekenmerkt door een nagenoeg platte, lancetvormige onderkant, rechte, sterk hellende (vallende) stevens en hoekige spanten. Punters behoren tot de oudste nog bestaande schepen: schilderijen en aktes uit de zestiende en zeventiende eeuw vormen bewijs voor het bestaan van de huidige vorm en naam. Ze worden tegenwoordig vooral in Overijssel gevonden.

## Geschiedenis

### De oorspronkelijke punter
De oervorm van de punter is die van de boomstamkano, waarbij echter in plaats van een enkele boom uit te hollen het schip wordt gevormd door twee lange planken op een bodem te monteren. Tot 2008 was de oudste gevonden punter een wrak in Rotterdam. Daarbij viel al op dat de afstanden tussen de spanten net één romeinse voet (29.6 cm) waren.. In 2008 werd in De Meern een Romeinse punter gevonden. Vanaf de zestiende eeuw zien we ze ook in kunstwerken. Ze zijn te zien op schilderijen van bijvoorbeeld Avercamp (1574) en Vroom (1615) en tekeningen van diverse tekenaars. Ook bodemvondsten wijzen daarop, hoewel wordt aangenomen dat het schip toen werd aangeduid als weyschuit, marktschuit, veenschuit, veldschuit of boerenschuit.
De naam punter komt pas in gebruik in de late middeleeuwen. De eerste bekende vermelding staat in een akte uit 1618 waarin de punters vrijgesteld worden van schutgeld als het Steenwijker verlaat uitstroomt. In de negentiende eeuw duikt de naam regelmatig op in verband met de registratie van vissersschepen aan de oostwal van de Zuiderzee, maar dit waren de grotere zeepunters. De vloot punters op de binnenwateren en de veengebieden moet zeer groot geweest zijn, mede doordat de kleine punters relatief eenvoudig en dus goedkoop te bouwen waren.

### Gebruik
De punter werd en wordt voor zeer uiteenlopende doeleinden gebruikt. Er waren varianten voor vracht (turf, riet, koeien), visserij (bunscheepjes), en er voeren zelfs postpunters tussen de Waddeneilanden en het vasteland. Ook voor de jacht op waterwild werd de lage boot gebruikt.

## Vorm van de boot

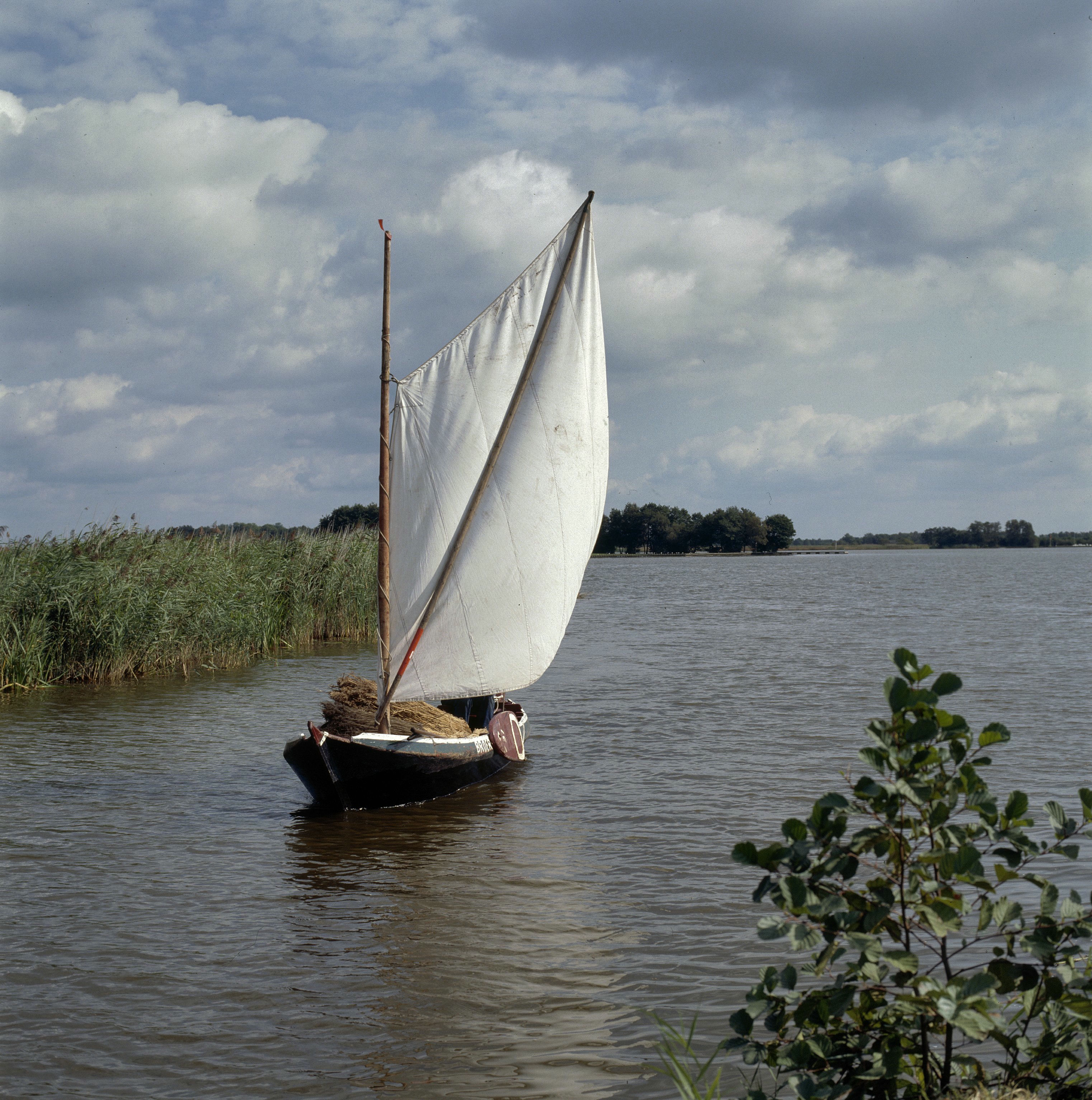
Zeilen in een met riet beladen punter, Giethoorn

### Romp
Punters zijn schepen van ongeveer vijf meter tot ruim acht meter lang, de diepgang is slechts tien centimeter. Het is een open schip, het kan een dek of kajuit hebben. De karakteristieke kenmerken zijn de rechte vallende voorsteven en achtersteven (vallend wil zeggen voor en achter over het water hellend). Deze stevens worden elk gevormd door een enkele balk die enigszins uitsteekt boven de rest van het schip en de punter zijn karakteristieke punten verleent. De verhouding lengte : breedte is ongeveer 4,2 : 1. De bodem heeft een lancetvorm, de zijden vormen hiermee een vrij scherpe kim en de boeisels vallen licht in of staan verticaal.

### Roer
Punters hebben een aangehangen roer, dat zich door de vallende achtersteven deels onder het schip bevindt. De voorkant van het roer volgt de achtersteven van het schip. De achterkant van het roer loopt vrijwel verticaal, waarbij de onderkant enigszins naar achteren loopt. De bovenkant van het roer is doorgaans op enige wijze functioneel versierd, waarbij kenners aan de versieringen de oorsprong van het schip herkennen: ronde versiering wordt door Wildeboer aangebracht terwijl de schepen van Schreur een hanekam op het roer hebben. De helmstok heeft een spleet aan de achterzijde en wordt eenvoudigweg over het roer geschoven. De "versiering" van de roerkop heeft als functie dat de helmstok in een schuin naar boven gerichte stand kan worden gezet, doordat een touwtje, op de goede plek in de roerkop aangebracht, de schuine stand fixeert. Sommige punters hebben onder op de helmstok een klein metalen beugeltje, met een opklapbare kam op het schip, zodat het roer even vastgezet kan worden.

### Zwaarden
Kenmerkend voor de kleine zeilpunters en de vroege zeepunter was het enkele zwaard dat naar de andere zijde werd verplaatst bij het overstag gaan. Dit was smal van vorm, een zogenoemd zeezwaard. Bij gebrek aan een kiel (de punter is immers een platbodem), dienen de zwaarden om het afdrijven (de drift) tegen te gaan. Niet alle kleine schepen hebben slechts één zwaard, en tegenwoordig is dit zelfs vrij zeldzaam.
De grotere zeilpunters die op de Zuiderzee werden gebruikt in de visserij hadden twee zwaarden, omdat die een bun hadden (waardoor het overnemen van het zwaard werd bemoeilijkt), en omdat bij het vissen met de zieënnetten of het uitzeilen van de beug geen tijd en ruimte was om het zwaard over te halen.

### Mast
Indien de punter is voorzien van een mast, dan bevindt deze zich op ongeveer driekwart van het schip. Kleinere schepen hebben veelal een steekmast. Een dikke plank, het mastbankje, verbindt de boorden op ongeveer dertig centimeter hoogte. De mast wordt door een gat in dit bankje gestoken, de mastvoet is op de bodem van de boot gemonteerd.

### Details
De punter heeft voor de stevigheid altijd een klein dekje bij de punten. De roerganger zit op het boord, in de kuip, of op een apart bankje achterin, maar nooit op het achterdekje omdat dit het sturen zou bemoeilijken. Onder de dekjes kunnen spullen enigszins droog worden bewaard. In droge bergruimte is bij sommige schepen voorzien doordat voor en achter in het schip kisten zijn aangebracht.
Sommige punters zijn voorzien van buikdenningen, wat zitten in kuip mogelijk maakt zonder nat te worden als er een beetje water in de boot staat.
Punters die met een buitenboordmotor worden gevaren, hebben daarvoor een aparte motorsteun aan de bakboord of stuurboord achterzijde.

## Voortstuwing

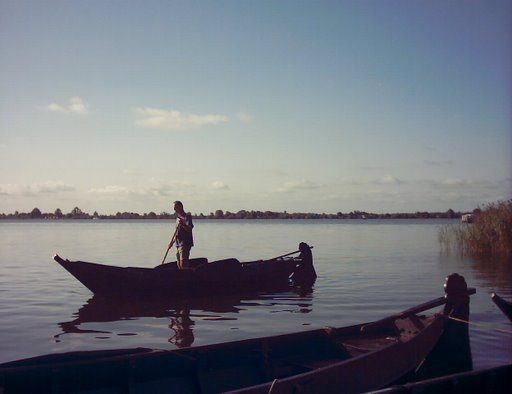
Bomen is de klassieke manier van voortstuwing op de punter

De punter wordt van oorsprong voortbewogen door de wind of door menskracht. In de veengebieden van Overijssel werden ze traditioneel geboomd. De ondiepe sloten en meren in de Wieden bemoeilijkten roeien en maakten het makkelijk en efficiënt om de schepen tegen de bodem af te duwen. Door zijn vorm is de punter bij uitstek geschikt voor ondiepe met riet begroeide wateren. Bomen wordt in een punter ook wel punteren genoemd.
Op plaatsen waar over langere afstanden over de kant gelopen kan worden, in het bijzonder bij jaagpaden, kunnen ze ook gejaagd en getruild of geweegd (duwen met de vaarboom) worden. Met truilen is rekening gehouden in de constructie van het schip: de achterste spant is verlengd en dient als truilkorf. Op diepere plaatsen zonder jaagmogelijkheden kan het schip geroeid of gedrukt (staand roeien met gezicht in de vaarrichting) worden of kan de vaarboom als peddel gebruikt worden.
Tegenwoordig komen punters met een buitenboordmotor veel voor. Daarnaast bestaan er zeilbare varianten. De meeste zeilpunters zijn uitgerust met het sprietzeil, maar varianten met een giek en gaffel komen ook voor. Kleinere punters hebben meestal alleen een grootzeil, op grotere varianten komt een fok ook voor. Het gebruik van meer dan twee zeilen is niet origineel, maar komt in het wedstrijdzeilen soms terug.

## Bouw
De punter wordt "in de zak gebouwd", dat wil zeggen dat eerst de huid en de stevens worden gemaakt, waarna de spanten aan de binnenzijde worden aangebracht. De huid bestaat in het geval van een houten punter uit twee tamelijk grote planken van eikenhout. Deze worden door de warmte van een houtvuur gedurende drie à vier uur in vorm gebogen. De boeisels bestaan uit verschillende stukken hout. De bodemplaten wordt door middel van houten pennen en duvels aan elkaar vastgemaakt.
De bouwers gebruiken geen tekeningen, maar hebben soms mallen of werken op basis van de vorm van de schuur waarin gewerkt wordt.

## Soorten
De benamingen van de verschillende puntertypen komen veelal voort uit de plaats of streek waar dit type voorkwam of -komt, of uit een specifieke eigenschap. Het kan dus voorkomen dat een punter in meer dan een categorie is onder te brengen, omdat hij verschillende eigenschappen bezit en bovendien geassocieerd wordt met een bepaalde streek.

### Streken
De punter komt (of kwam) voor in de veengebieden van Overijssel, Friesland, Zuid-Holland en Utrecht, en in de Bollenstreek en de Zaanstreek.

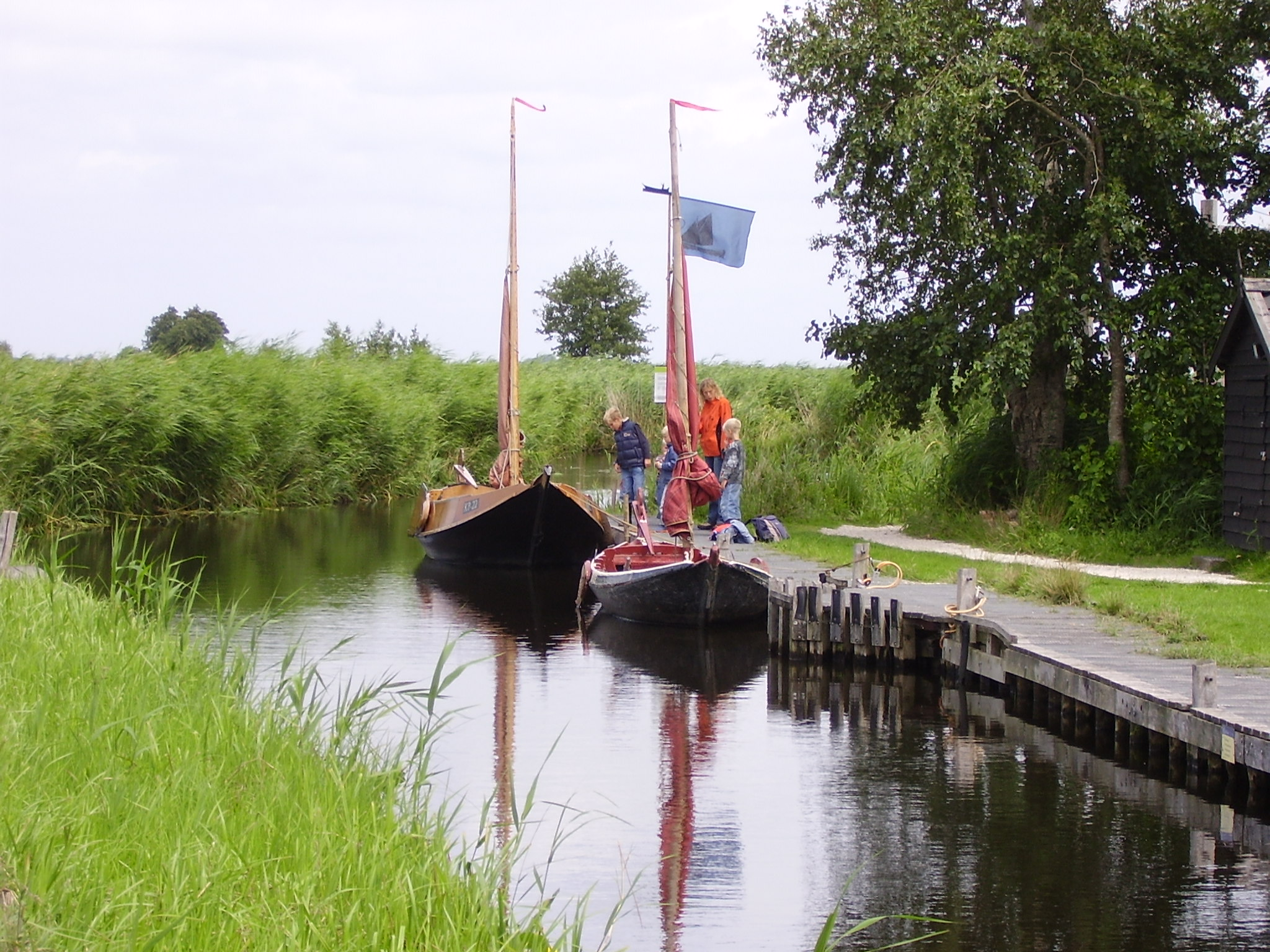
Vooraan een Gieterse punter en achteraan een zeepunter

- De noordwesthoek of Gieterse punter is een vrij kleine variant uit Giethoorn of de buurt van Giethoorn. Momenteel is dit waarschijnlijk de meest voorkomende en bekendste vorm van de punter.
- De Belter punter komt uit de streek van Belt-Schutsloot en het Belterwijde en lijkt sterk op de Gieterse punter. Deze soort heeft in verband met de diepte van de Kleine Belterwijde, die bomen onmogelijk maakt, roeidollen.
- De Beulaker punter is in vergelijking met de Gieterse punter hoger opgeboeid, in verband met de grote golfslag op de Beulakerwijde.
- De Kamper punter, het kleinste type zeepunter, werd vroeger op de Zuiderzee gevaren.
- De Aalsmeerse punter, uit Aalsmeer.
- De Kuunder punter, van Kuinre (aan de Zuiderzeedijk).
- De Plezierveldschuit, uit West-Friesland. Dit scheepstype kwam aan het begin van de twintigste eeuw nog in groten getale voor in Enkhuizen. De gegoede burgers trokken er in hun vrije tijd met hun gasten op uit, om te varen op de binnenwateren van West-Friesland. Door de betere verkeersmiddelen en het omzetten van weide in tuinbouwgrond raakte het scheepstype in onbruik. Al voor 1940 waren de laatste scheepjes verdwenen. Alleen een modelletje in het stadhuis van Enkhuizen herinnerde nog aan de plezierveldschuiten uit het verleden.[6]

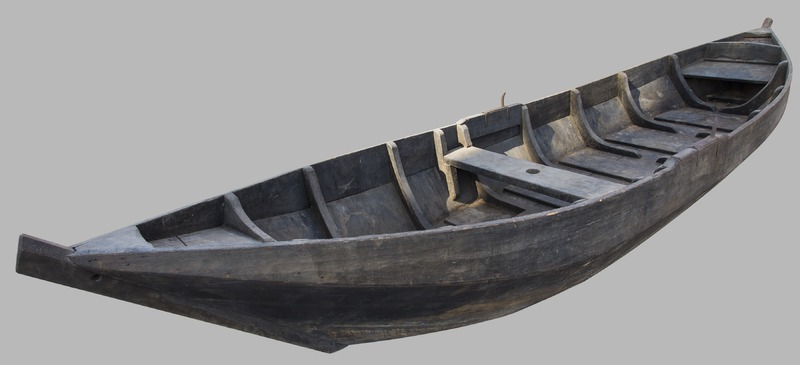
Vloedpunter, collectie Zuiderzeemuseum

- De Vloedpunter is een type punter uit de Overijsselse polders. Hij lag bij de boer op zolder en werd ingezet als de polder overstroomd was. Hij was zo gebouwd dat hij direct kon worden gebruikt, breeuwen was niet nodig doordat de gangen volledig pas waren gemaakt. Een vloedpunter kon niet te lang in het water liggen, de gangen zouden dan zo uitzetten dat ze los raakten van de spanten.

Verwant aan de punter is de in Nederland in Drenthe ein in Duitsland in Oost-Friesland en ook elders in Nedersaksen en Noordrijn-Westfalen voorkomende Pünte.  Ook een pont was van origine een soortgelijk klein vaartuig, dat vaak geboomd moest worden en specifiek toegepast werd voor de oversteek van een rivier. De woorden punter, pont en in de Duitse taal Pünte zijn etymologisch sterk met elkaar verwant. Een dergelijke Pünte voor het oversteken van de Eems, die sterk op de Overijsselse zeilpunter lijkt,  is terug te vinden in het wapen van de stad Greven (Westfalen).

### Eigenschappen
- Zeepunters zijn grote, zeewaardige punters.
- Kaar- en dekenpunters zijn punters die een kaar of bun bezaten of een dek (deken) hadden. Iedere punter die hiermee was uitgerust, kon dus zo genoemd worden.

In de collectie van het Zuiderzeemuseum bevindt zich een houten zeepunter (VN21), gebouwd voor 1940. Het schip heeft een bun met een deken.

## De moderne punter

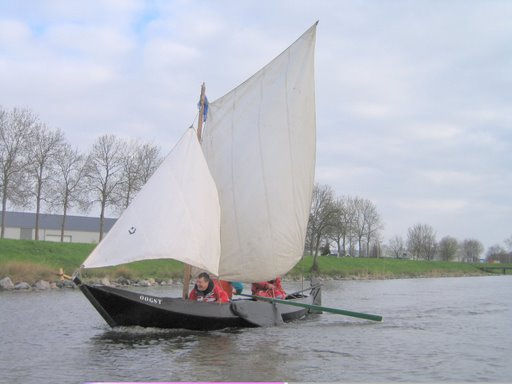
Een punter tijdens de mattenschippersrace

In de Wieden zijn nog enkele boeren die een oude punter voor vracht gebruiken. Nieuwbouw van punters voor dit doel is echter economisch niet langer verantwoord.
Nieuwe schepen worden in eiken, maar ook in hardhout, staal en polyester gebouwd voor de recreatievaart. In 2011 gebeurde dit nog ambachtelijk op de werven van Wildeboer en Schreur. Voor de recreatievaart is aantrekkelijk dat gevaren kan worden in een schip van traditioneel ontwerp. De grote open kuip maakt dat een punter relatief veel ruimte biedt. Daarnaast maakt het feit dat het schip heel stabiel én vrij klein is een rustige vaart mogelijk. Huren van een recreatiepunter kan onder andere in Giethoorn en Wanneperveen. Bij het bezoekerscentrum De Wieden van Natuurmonumenten bij Sint Jansklooster kan in juli en augustus met een Zuiderzeepunter worden gezeild.
Om het scheepstype voor de toekomst te behouden zijn er verscheidene verenigingen en stichtingen opgericht. Stichting het Punterwezen zet zich in voor behoud van de punter en de kennis en historie daaromtrent. Deze stichting is er onder andere in geslaagd subsidie van de Europese Unie te verkrijgen voor dertig nieuw te bouwen schepen. De Vereniging de Zeilpunter onderhoudt zelf acht schepen die gehuurd kunnen worden.

## Wedstrijden

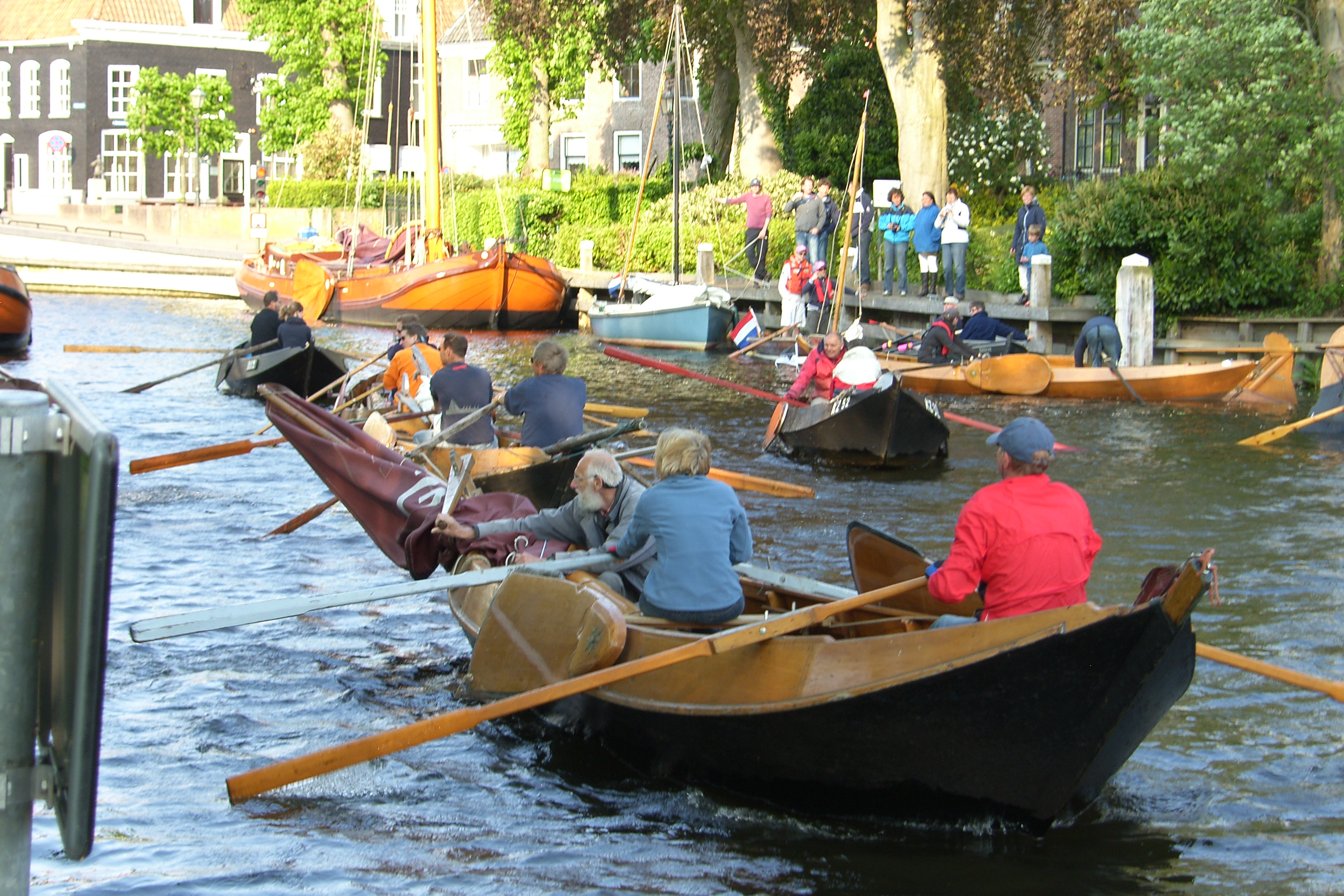
Start van de punterklasse tijdens de Mattenschippersrace 2011

Er zijn verschillende wedstrijden voor punters, die het de liefhebbers mogelijk maken hun schip en vaardigheden met anderen te vergelijken. De meeste reglementen van deze races staan alle vormen van voortstuwing door mankracht en wind toe. De punter kent geen formeel omschreven wedstrijdklasse, zodat schepen soms met extra zeilen of een boegspriet aan de start verschijnen. Er zijn ook verscheidene toerwedstrijden over meerdere wateren. Het uitvaren van een grote hoeveelheid klassieke eikenhouten scheepjes is een indrukwekkend gezicht, en de wedstrijden genieten dan ook grote belangstelling.
- De jaarlijkse mattenschippersrace voert van Blokzijl langs Vollenhove en Zwartsluis, over de Belterwijde en de Beulakerwijde en terug naar Blokzijl. De parcoursrichting is afhankelijk van de wind. Er is een aparte klasse voor punters.
- Zeilvereniging het Wiede in Giethoorn houdt jaarlijks tien wedstrijden waaraan punters, optimisten en kleine zeilboten deelnemen. De wedstrijden vinden plaats op het Bovenwijde bij Giethoorn.
- Het Rondje Kampereiland is een jaarlijkse wedstrijd rond het Kampereiland in het eerste weekend van mei. De wedstrijd/toertocht van 28 km in drie etappes voert van Kampen stroomopwaarts over de IJssel tot de stadsbrug, daarna stroomafwaarts naar het Kattendiep en Ramsdiep, vervolgens over het Zwarte Meer door het Ganzendiep naar de Ganzensluis terug naar Kampen.[8]

## Aanverwante typen
De grundel is ontstaan uit de punter, maar heeft een platte achtersteven en is daardoor goedkoper te produceren. De schokker en de snik hebben met de punter vergelijkbare vallende voor- en achterstevens. De Gieterse bok lijkt sterk op de punter maar is groter (circa 12,50 bij 2,50 meter), de veense praam is nog groter en heeft een sterker afwijkende vorm. De Waterlandse jol, Westfriese veldschuit en Friese haringboot zijn ook verwant.
In Duitsland, Engeland en Frankrijk komen scheepjes voor met sterke punterkenmerken. Deze zijn waarschijnlijk door de Hollandse polderjongens en veenarbeiders daar gebracht, omdat die vaak zelf hun scheepjes bouwden. De volgende buitenlandse typen zijn verwant: de Duitse Stocherkahn en de Noord-Franse scute. De Engelse punt is in die zin verwant, dat ook dit schip beroemd is vanwege de voortstuwing door middel van bomen.

## Punters in de kunst

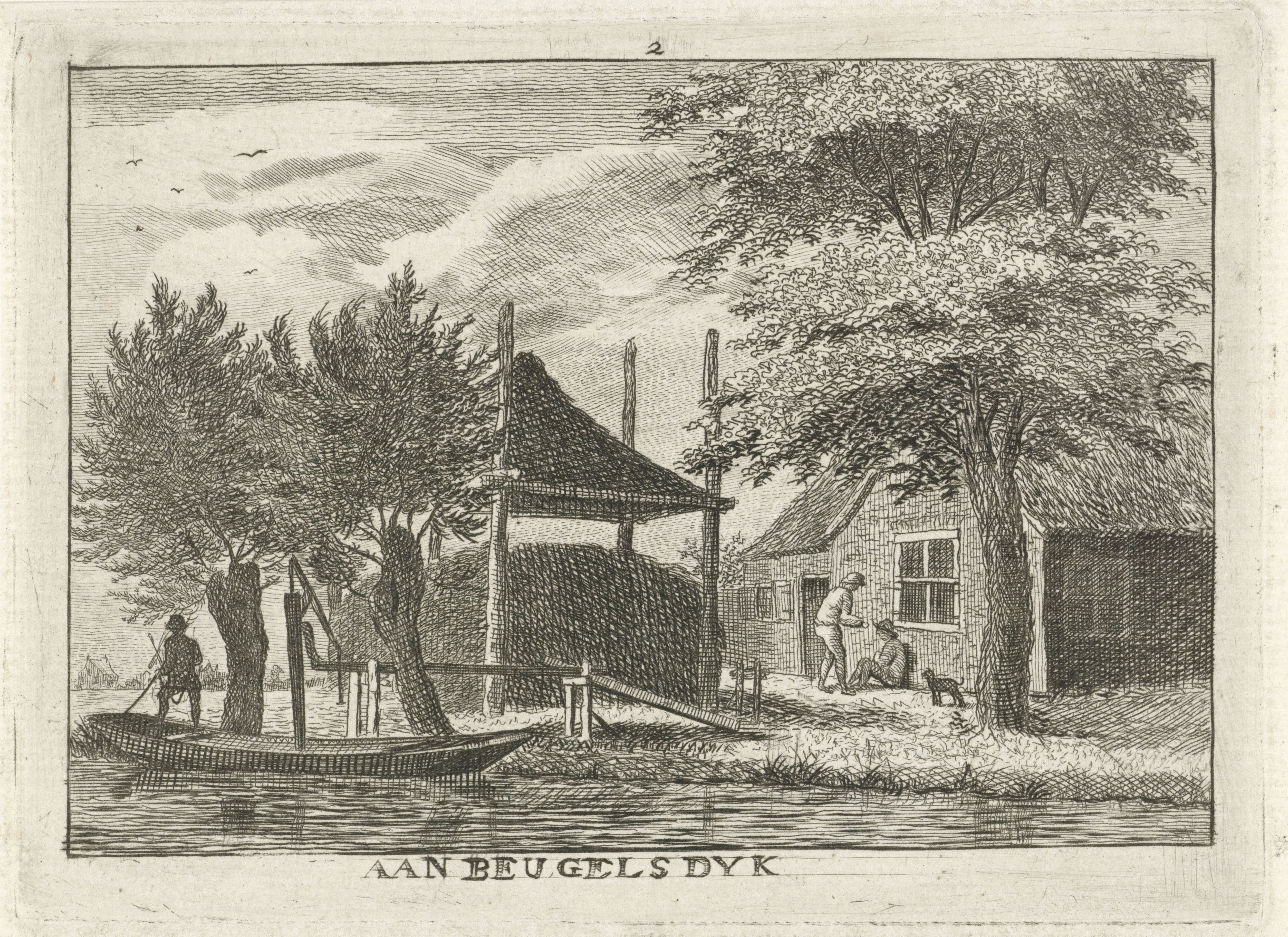
Boerderij aan een vaart, Hendrik Roosing, 1780
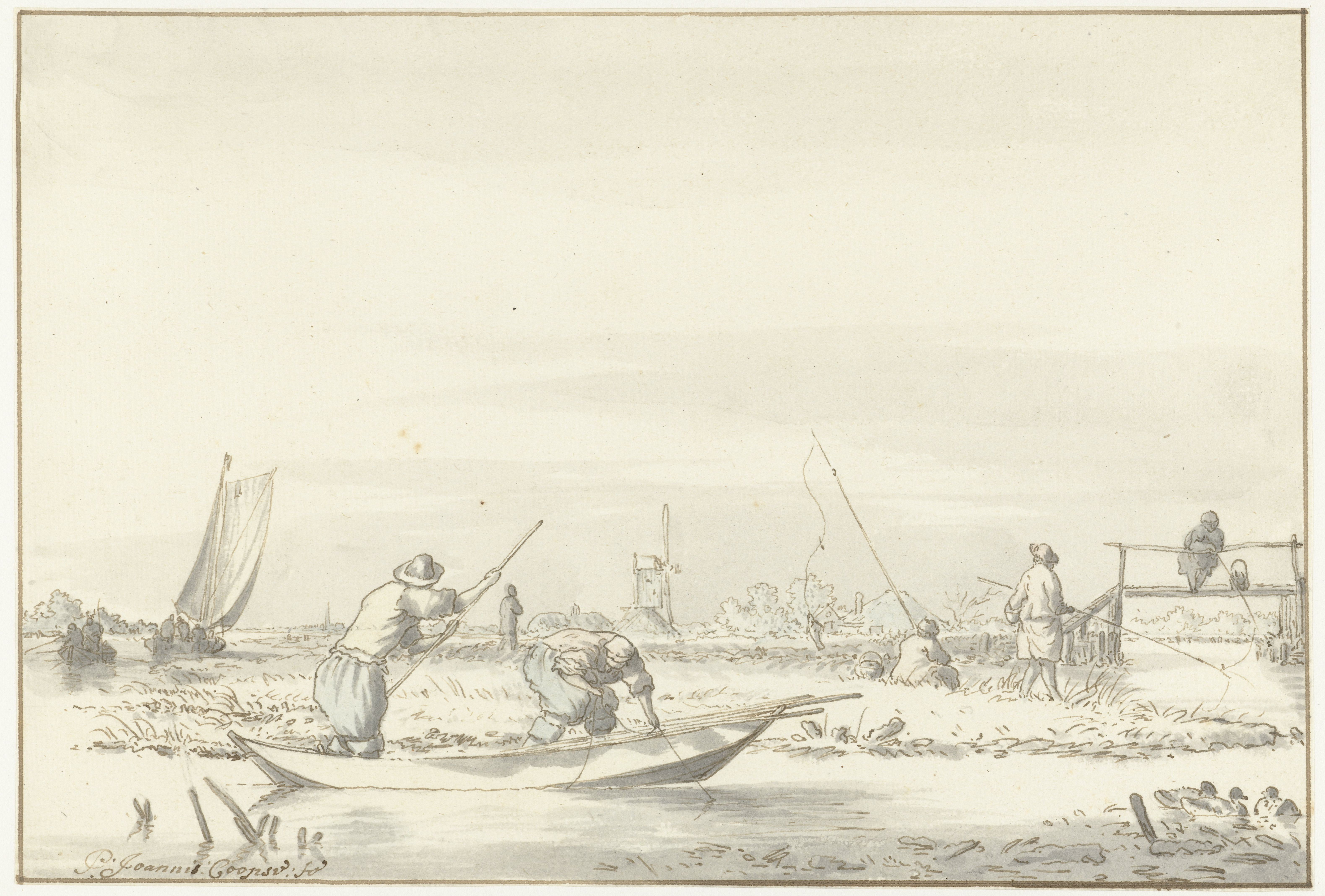
Polderlandschap met vissers, Pieter Coopse, ca. 1670
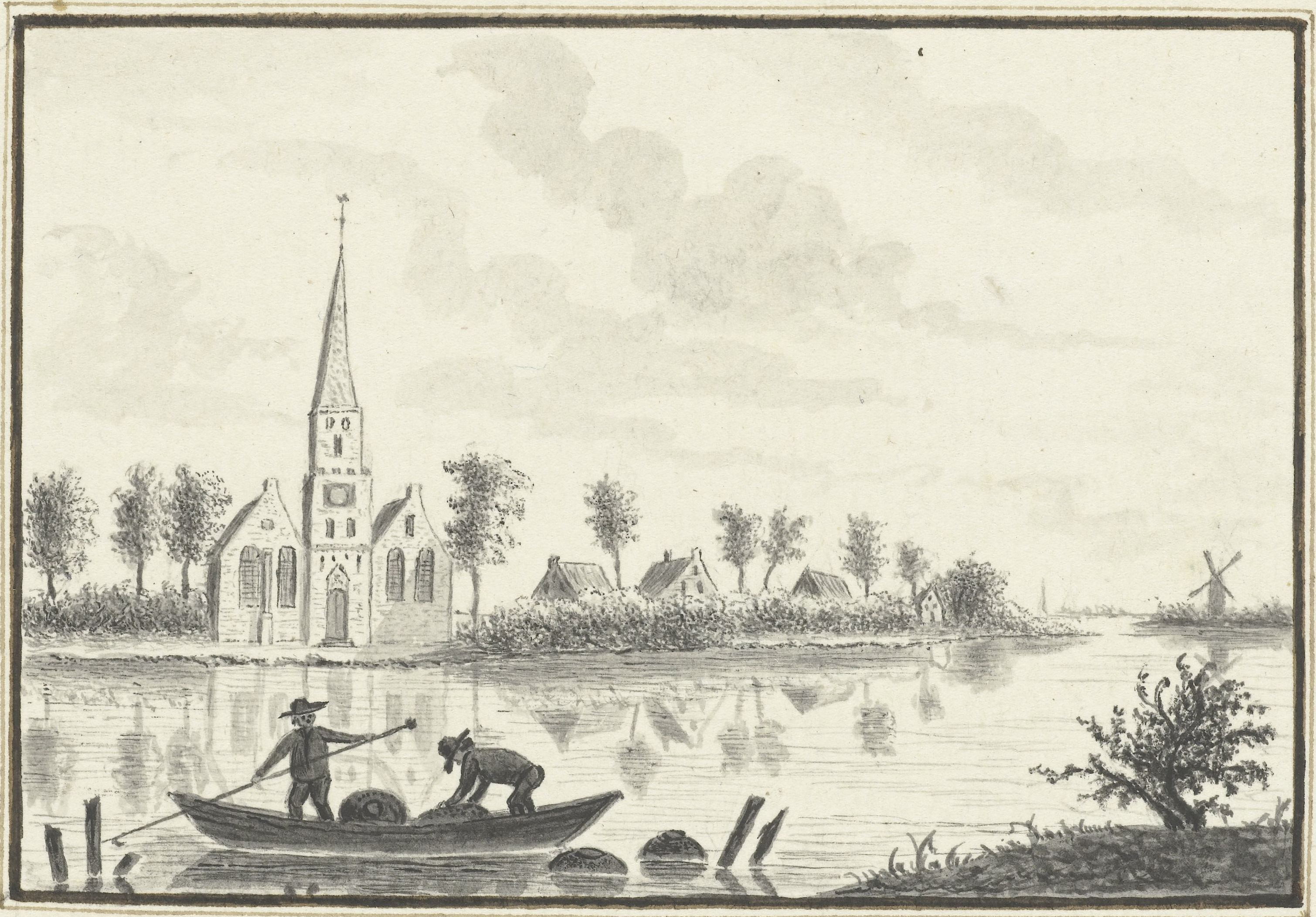
Dorpsgezicht, P. van der Laan, ca. 1700 - 1800